# Ronaldo Jacaré
Ronaldo Souza dos Santos, mais conhecido como Ronaldo Jacaré (Vila Velha, 7 de dezembro de 1979) é um lutador brasileiro de artes marciais mistas (MMA) e de jiu-jítsu brasileiro.

## Biografia
Souza começou treinando judô e jiu-jitsu quando tinha 17 anos na ASLE, em Manaus, treinado pelo Sensei Henrique Machado até obter faixa preta. Foi 8 vezes campeão mundial de Jiu-Jitsu, pela IBJJF. Souza iniciou sua carreira no MMA em 9 de setembro de 2003 no evento Jungle Fight, quando perdeu para Jorge Patino (também conhecido como "Macaco") por nocaute com 3:13 do primeiro round. Ele voltou a lutar MMA oito meses depois no Jungle Fight 2 conseguindo a vitória por submissão em cima de Victor Babkir com menos de um minuto do primeiro round. Sua próxima luta seria em Abril de 2006 no Jungle Fight 6 quando conseguiu a vitória por triângulo em cima de Alexander Shlemenko. Ele ainda lutaria mais duas lutas em 2006, conseguindo vitórias por submissão no primeiro round nas duas.
Em 2006, Souza lutou e conseguiu o empate contra o campeão do UFC, Randy Couture em um torneio de Wrestling. Após a luta, Souza foi convidado por Couture para treinar em sua academia, Souza aceitou e começou a treinar na Xtreme Couture em Las Vegas. Depois desse background, Jacaré foi contratado pelo UFC.

## Carreira no jiu-jitsu
Souza foi duas vezes campeão mundial absoluto de jiu-jitsu, em 2004 e 2005, campeão do ADCC 2005 (77–87 kg) e vice-campeão absoluto do ADCC 2005, só perdendo para Roger Gracie, que pesou um pouco mais de 11 quilos do que Ronaldo.

## Carreira no MMA

### Dream
Em 2008, Jacaré entrou para a promoção de MMA japonesa — o DREAM — e era esperado para participar no Torneio de Médios do Dream de 2008. No primeiro round do torneio, no Dream 2 em 29 de abril de 2008, derrotou Ian Murphy por finalização com um mata leão no primeiro round. Isso deu um lugar a ele nas quartas de final, que aconteceram no Dream 4 em 15 de junho, onde lutou contra o ex-Campeão Peso-Médio do ICON Sport Jason "Mayhem" Miller. Na luta, Jacaré constantemente tentava finalizar Miller, escapando de múltiplos mata leões, chaves de perna e chaves de braço. Jacaré foi premiado com a vitória por decisão unânime e garantiu sua vaga na semifinal do Torneio de Médios.
Na semifinal que aconteceu no Dream 6 em 23 de setembro, Jacaré derrotou Zelg Galesic no começo do primeiro round por finalização, com uma chave de braço. A vitória deu a ele um lugar na final do torneio e uma chance pelo Título Peso Médio contra Gegard Mousasi que aconteceu nesse mesmo card. Na luta, Jacaré foi nocauteado no começo do primeiro round por uma pedalada enquanto tentava entrar na guarda de Mousasi. Após deixar o torneio, Jacaré deixou a Xtreme Couture e foi para San Diego treinar com Saulo e Xande Ribeiro, antes de sair para treinar com Anderson Silva e André Galvão na Black House, na preparação de Silva para a luta contra Thales Leites no UFC 97.
Jacaré lutou pelo Título Peso-Médio do Dream em uma revanche com Jason Miller no Dream 9 após Gegard Mousasi vagar o título para ir para os meio-pesados. A luta foi declarada "No contest" (Sem Resultado) devido a um chute na cabeça ilegal que abriu um corte na cabeça de Jacaré.

### Strikeforce
A estreia de Jacaré foi no Strikeforce em 19 de dezembro de 2009, no Strikeforce: Evolution, com uma vitória por finalização no primeiro round sobre Matt Lindland, com um triângulo de braço. Nessa luta, Souza mostrou evolução no seu jogo em pé. Posteriormente, Ronaldo enfrentou Joey Villaseñor em 15 de maio de 2010 no Strikeforce: Heavy Artillery. Ele venceu a luta por decisão unânime, dominando o primeiro round, sendo bem agressivo, conseguindo a posição de montada e quase finalizando a luta, mas abrandou no segundo e terceiro round.
Jacaré enfrentou Tim Kennedy em 21 de agosto de 2010 no Strikeforce: Houston pelo Cinturão Peso-Médio Vago do Strikeforce, e venceu uma luta disputada por decisão unânime.
A primeira defesa do seu cinturão foi contra Robbie Lawler em 29 de janeiro de 2011, no Strikeforce: Diaz vs. Cyborg. Ronaldo venceu o combate por finalização no terceiro round.
Em sua segunda defesa, Jacaré perdeu o cinturão para o lutador da American Kickboxing Academy Luke Rockhold por decisão unânime.
Em 3 de março de 2012, Jacaré fez sua sexta aparição no Strikeforce contra a substituição tardia Bristol Marunde. Souza venceu por finalização com um triângulo de braço, aos 2:43 do terceiro round.
Jacaré enfrentou o veterano do UFC Ed Herman no card final do Strikeforce, Strikeforce: Marquardt vs. Saffiedine, em 12 de janeiro de 2013. Ele venceu a luta por finalização no primeiro round.

### Ultimate Fighting Championship
Em janeiro de 2013, Jacaré assinou um contrato de cinco lutas com o UFC.
Era esperado que Jacaré fizesse sua estreia em 18 de maio de 2013, no UFC on FX: Belfort vs. Rockhold, contra Costa Philippou. Porém, uma lesão tirou Philippou do evento, e seu substituto foi Chris Camozzi. Ele venceu a luta com uma finalização por katagatame no primeiro round.
No UFC Fight Night: Teixeira vs. Bader, em 4 de setembro de 2013, Ronaldo Jacaré enfrentou Yushin Okami. Ele venceu a luta por nocaute técnico no primeiro round.
Jacaré enfrentou o francês Francis Carmont no dia 15 de fevereiro de 2014, no UFC Fight Night: Machida vs. Mousasi. Ele venceu por decisão unânime.
A revanche com armênio-holandês Gegard Mousasi estava programada para 2 de agosto de 2014, no UFC 176. No entanto, devido a uma lesão de José Aldo, que faria o evento principal, o evento foi cancelado e a luta movida para o evento principal UFC Fight Night: Jacaré vs. Mousasi II em 5 de Setembro de 2014. Ele venceu a luta por finalização no terceiro round. Jacaré levou o prêmio de Performance da Noite.
Jacaré enfrentaria Yoel Romero em 18 de abril de 2015 no UFC on Fox: Machida vs. Rockhold. Contudo, uma lesão tirou Romero da luta, e ele foi substituído por Chris Camozzi. Essa luta foi uma revanche da luta que Jacaré venceu por finalização no UFC on FX: Belfort vs. Bisping, e ele novamente venceu por finalização no primeiro round.
Em seguida, Ronaldo Jacaré enfrentou Yoel Romero no  UFC 194: Aldo vs. McGregor e perdeu por decisão dividida em um resultado que dividiu opiniões. Alguns especialistas marcaram 29-28 para Romero, outros para o brasileiro e muitos outros viram um empate.
No UFC 198, Ronaldo Jacaré não tomou conhecimento de Vitor Belfort e, com um ground and pound nocauteou o "Fenômeno" aos 4m38s do primeiro round.
Em sua luta seguinte, no UFC 208, Jacaré finalizou Tim Boetsch ainda no primeiro round, conquistando o prêmio de performance da noite.
No UFC on Fox: Johnson vs. Reis, Robert Whittaker nocauteou o brasileiro aos 3:28 do segundo round.
Após passar por duas cirurgias, Ronaldo voltou a vencer. Ele derrotou Derek Brunson por nocaute no primeiro round no UFC on Fox: Jacaré vs. Brunson 2.

## Cartel no MMA
| Cartel no MMA   |             |             |
| 37 lutas        | 26 vitórias | 10 derrotas |
| Por nocaute     | 8           | 4           |
| Por finalização | 14          | 1           |
| Por decisão     | 4           | 5           |
| No contest      | 1           | 1           |

| Res.    | Cartel    | Oponente            | Método                                    | Evento                                   | Data       | Round | Tempo | Local                        | Notas                                           |
| ------- | --------- | ------------------- | ----------------------------------------- | ---------------------------------------- | ---------- | ----- | ----- | ---------------------------- | ----------------------------------------------- |
| Derrota | 26-10 (1) | André Muniz         | Finalização Técnica (chave de braço)      | UFC 262: Oliveira vs. Chandler           | 15/05/2021 | 1     | 3:59  | Houston, Texas               | Em Agosto de 2021 anunciou a sua aposentadoria. |
| Derrota | 26-9 (1)  | Kevin Holland       | Nocaute (socos)                           | UFC 256: Figueiredo vs. Moreno           | 12/12/2020 | 1     | 1:45  | Las Vegas, Nevada            | Retorno aos Médios.                             |
| Derrota | 26-8 (1)  | Jan Blachowicz      | Decisão (dividida)                        | UFC Fight Night: Błachowicz vs. Jacaré   | 16/11/2019 | 5     | 5:00  | São Paulo                    | Estreia nos Meio Pesados.                       |
| Derrota | 26-7 (1)  | Jack Hermansson     | Decisão (unânime)                         | UFC Fight Night: Jacaré vs. Hermansson   | 27/04/2019 | 5     | 5:00  | Fort Lauderdale, Florida     |                                                 |
| Vitória | 26-6 (1)  | Chris Weidman       | Nocaute Técnico (socos)                   | UFC 230: Cormier vs. Lewis               | 03/11/2018 | 3     | 2:46  | Nova Iorque, Nova Iorque     | Luta da Noite.                                  |
| Derrota | 25-6 (1)  | Kelvin Gastelum     | Decisão (dividida)                        | UFC 224: Nunes vs. Pennington            | 12/05/2018 | 3     | 5:00  | Rio de Janeiro               | Luta da Noite                                   |
| Vitória | 25-5 (1)  | Derek Brunson       | Nocaute (chute na cabeça e socos)         | UFC on Fox: Jacaré vs. Brunson II        | 27/01/2018 | 1     | 3:50  | Charlotte, Carolina do Norte | Performance da Noite.                           |
| Derrota | 24-5 (1)  | Robert Whittaker    | Nocaute Técnico (chute na cabeça e socos) | UFC on Fox: Johnson vs. Reis             | 15/04/2017 | 2     | 3:28  | Kansas City, Missouri        |                                                 |
| Vitória | 24-4 (1)  | Tim Boetsch         | Finalização (kimura)                      | UFC 208: Holm vs. de Randaime            | 11/02/2017 | 1     | 3:41  | Brooklyn, Nova Iorque        | Performance da Noite.                           |
| Vitória | 23-4 (1)  | Vitor Belfort       | Nocaute Técnico (socos)                   | UFC 198 Werdum vs. Miocic                | 14/05/2016 | 1     | 4:38  | Curitiba                     | Performance da Noite.                           |
| Derrota | 22-4 (1)  | Yoel Romero         | Decisão (dividida)                        | UFC 194: Aldo vs. McGregor               | 12/12/2015 | 3     | 5:00  | Las Vegas, Nevada            |                                                 |
| Vitória | 22-3 (1)  | Chris Camozzi       | Finalização (chave de braço)              | UFC on Fox: Machida vs. Rockhold         | 18/04/2015 | 1     | 2:32  | Newark, New Jersey           |                                                 |
| Vitória | 21-3 (1)  | Gegard Mousasi      | Finalização (guilhotina)                  | UFC Fight Night: Jacaré vs. Mousasi II   | 05/09/2014 | 3     | 4:30  | Ledyard, Connecticut         | Performance da Noite.                           |
| Vitória | 20-3 (1)  | Francis Carmont     | Decisão (unânime)                         | UFC Fight Night: Machida vs. Mousasi     | 15/02/2014 | 3     | 5:00  | Jaraguá do Sul               |                                                 |
| Vitória | 19-3 (1)  | Yushin Okami        | Nocaute Técnico (socos)                   | UFC Fight Night: Teixeira vs. Bader      | 04/09/2013 | 1     | 2:47  | Belo Horizonte               |                                                 |
| Vitória | 18-3 (1)  | Chris Camozzi       | Finalização (katagatame)                  | UFC on FX: Belfort vs. Rockhold          | 18/05/2013 | 1     | 3:37  | Jaraguá do Sul               | Estreia no UFC; Finalização da Noite.           |
| Vitória | 17-3 (1)  | Ed Herman           | Finalização (kimura)                      | Strikeforce: Marquardt vs. Saffiedine    | 12/01/2013 | 1     | 3:10  | Oklahoma City, Oklahoma      |                                                 |
| Vitória | 16-3 (1)  | Derek Brunson       | Nocaute (socos)                           | Strikeforce: Rousey vs. Kaufman          | 18/08/2012 | 1     | 0:41  | San Diego, Califórnia        |                                                 |
| Vitória | 15-3 (1)  | Bristol Marunde     | Finalização (katagatame)                  | Strikeforce: Tate vs. Rousey             | 03/03/2012 | 3     | 2:43  | Columbus, Ohio               |                                                 |
| Derrota | 14-3 (1)  | Luke Rockhold       | Decisão (unânime)                         | Strikeforce: Barnett vs. Kharitonov      | 10/09/2011 | 5     | 5:00  | Cincinnati, Ohio             | Perdeu o Cinturão Peso Médio do Strikeforce.    |
| Vitória | 14-2 (1)  | Robbie Lawler       | Finalização (mata leão)                   | Strikeforce: Diaz vs. Cyborg             | 29/01/2011 | 3     | 2:00  | San Jose, Califórnia         | Defendeu o Cinturão Peso Médio do Strikeforce.  |
| Vitória | 13-2 (1)  | Tim Kennedy         | Decisão (unânime)                         | Strikeforce: Houston                     | 21/08/2010 | 5     | 5:00  | Houston, Texas               | Ganhou o Cinturão Peso Médio do Strikeforce.    |
| Vitória | 12-2 (1)  | Joey Villaseñor     | Decisão (unânime)                         | Strikeforce: Heavy Artillery             | 15/05/2010 | 3     | 5:00  | St. Louis, Missouri          |                                                 |
| Vitória | 11-2 (1)  | Matt Lindland       | Finalização (katagatame)                  | Strikeforce: Evolution                   | 19/12/2009 | 1     | 4:18  | San Jose, Califórnia         | Estreia no Strikeforce.                         |
| NC      | 10-2 (1)  | Jason Miller        | Sem Resultado (chute ilegal)              | Dream 9                                  | 26/05/2009 | 1     | 2:33  | Yokohama                     | Pelo Cinturão Peso Médio Vago do Dream.         |
| Derrota | 10-2      | Gegard Mousasi      | Nocaute (pedalada)                        | Dream 6                                  | 23/09/2008 | 1     | 2:15  | Saitama                      | Pelo Cinturão Peso Médio Vago do Dream.         |
| Vitória | 10-1      | Zelg Galesic        | Finalização (chave de braço)              | Dream 6                                  | 23/09/2008 | 1     | 1:27  | Saitama                      |                                                 |
| Vitória | 9-1       | Jason Miller        | Decisão (unânime)                         | Dream 4                                  | 15/06/2008 | 2     | 5:00  | Yokohama                     |                                                 |
| Vitória | 8-1       | Ian Murphy          | Finalização (mata leão)                   | Dream 2                                  | 29/04/2008 | 1     | 3:37  | Saitama                      |                                                 |
| Vitória | 7-1       | Wendel Santos       | Nocaute Técnico (golpes)                  | HTJ – Hero's The Jungle                  | 13/10/2007 | 1     | 1:40  | Manaus                       |                                                 |
| Vitória | 6-1       | José Ribamar        | Finalização (chave de braço)              | AC – Amazon Challenge                    | 29/09/2007 | 1     | 3:28  | Manaus                       |                                                 |
| Vitória | 5-1       | Bill Vucick         | Nocaute Técnico (golpes)                  | Gracie Fighting Championships: Evolution | 19/05/2007 | 1     | 3:01  | Columbus, Ohio               |                                                 |
| Vitória | 4-1       | Haim Gozali         | Finalização (mata leão)                   | JF 7: Jungle Fight Europe                | 17/12/2006 | 1     | 1:34  | Ljubljana                    |                                                 |
| Vitória | 3-1       | Alexey Prokofiev    | Finalização (triângulo)                   | Fury Fighting Championship 1             | 27/09/2006 | 1     | 2:30  | São Paulo                    |                                                 |
| Vitória | 2-1       | Alexander Shlemenko | Finalização (katagatame)                  | Jungle Fight 6                           | 29/04/2006 | 1     | 2:10  | Manaus                       |                                                 |
| Vitória | 1-1       | Victor Babkir       | Nocaute Técnico (golpes)                  | Jungle Fight 2                           | 15/05/2004 | 1     | 0:56  | Manaus                       |                                                 |
| Derrota | 0-1       | Jorge Patino        | Nocaute (soco)                            | Jungle Fight 1                           | 13/09/2003 | 1     | 3:13  | Manaus                       |                                                 |